# Ralf Lau
Ralf Lau (Brema, 19 ottobre 1959) è uno scacchista tedesco.
Ha ottenuto il titolo di Maestro Internazionale nel 1982 e di Grande Maestro nel 1988.

## Principali risultati
Con il club Solingen SG 1868 ha vinto cinque campionati tedeschi a squadre (1980, 1981, 1987, 1988 e 1997) e la coppa europea per club del 1989/90 (ex aequo con il club CSKA Mosca). 
Con la nazionale della Germania Ovest ha partecipato a tre olimpiadi degli scacchi dal 1982 al 1986, ottenendo complessivamente il 63% dei punti.
Tra i principali risultati di torneo: 1° a Budapest nel 1985 e 1986, 2°-3° con Maxim Dlugy a New York nel 1985 (vinse Eric Lobron)
, 2º dietro Vlastimil Hort nel campionato della Germania Ovest del 1987, 3º nel campionato della Germania Ovest del 1989 (dietro a Hort e Eckhard Schmittdiel).
Nella metà degli anni '90 si trasferì in Austria. Dal 2012 non ha partecipato a tornei FIDE con variazione Elo. 
Ha ottenuto il massimo rating FIDE in luglio 1987, con 2555 punti Elo.